# F.C. Terborgh
F.C. Terborgh, pseudoniem van Reijnier Flaes (Den Helder, 14 januari 1902 – Sintra (Portugal), 26 februari 1981), was een Nederlands diplomaat, prozaschrijver en dichter. 

## Carrière
Flaes studeerde rechten aan de Universiteit Utrecht en promoveerde in 1929 op de dissertatie Das Problem der Territorialkonflikte. Daarna had hij een lange diplomatieke carrière op meerdere standplaatsen in diverse werelddelen, die hij afsloot als ambassadeur in Mexico en Portugal. In dat laatste land bleef hij na zijn pensionering wonen.

## Literair werk
Onder het pseudoniem F.C. Terborgh publiceerde hij in de jaren dertig proza en poëzie in de literaire tijdschriften Helikon, Forum en Groot Nederland. Zijn vroegste verhalen De condottiere en Le petit château gaf hij in 1940 in eigen beheer buiten Nederland uit. Ze verschenen pas in 1960 in een reguliere uitgave.  
Het werk van F.C. Terborgh is vaak in verband gebracht met dat van J. Slauerhoff, met wie hij bevriend was. Zijn korte verhalen en novellen spelen zich meestal af in een exotische omgeving (China, Spanje) rond een rusteloos zoekende, eenzame zwerversfiguur in ballingschap, die probeert zijn als zinloos ervaren bestaan te ontvluchten, maar onontkoombaar een tragisch lot tegemoet gaat. De tegenstelling tussen levensdrift en doodsverlangen is een centraal thema. 
Terborgh werd om zijn sobere, suggestieve schrijfstijl door critici gerekend tot de belangrijkste Nederlandse verhalenschrijvers van zijn tijd, maar tot een groot lezerspubliek is zijn werk nauwelijks doorgedrongen. De verklaring daarvoor is wel gezocht in het feit dat hij tientallen jaren in het buitenland woonde en werkte. Zijn literaire oeuvre bleef vrijwel onopgemerkt, totdat hij twee prestigieuze literaire oeuvreprijzen kreeg: de Tollensprijs in 1968 en de Constantijn Huygens-prijs in 1971. Zijn verzameld werk werd gebundeld in 1975-1977.

## Prijzen
- 1968 - Tollensprijs voor zijn gehele oeuvre
- 1971 - Constantijn Huygens-prijs voor zijn gehele oeuvre